# Epaphosz
Epaphosz (görögül: Έπαφος) a görög mitológiában fia Zeusznak (szó szerint Zeusz "érintésének") és Iónak a gyermeke, aki a Nílus partján hozta világra, miután Héra üldözösétől megmenekülve ismét visszanyerte emberi alakját. Epaphoszra szállt az egyiptomi királyság Ió férje, Télegonosz halála után, aki a nevelőapja volt. Epaphosz és Memphisz házasságából származott Libüé aki Poszeidóntól Agénórt és Béloszt, jeles thébai és argoszi héroszok ősatyját szülte.